# Кайсара-ду-Риу-ду-Венту
Кайсара-ду-Риу-ду-Венту (порт. Caiçara do Rio do Vento) — муниципалитет в Бразилии, входит в штат Риу-Гранди-ду-Норти. Составная часть мезорегиона Центр штата Риу-Гранди-ду-Норти. Входит в экономико-статистический микрорегион Анжикус. Население составляет 3053 человека на 2006 год. Занимает площадь 261,191 км². Плотность населения — 11,7 чел./км².

## История
Город основан в 1877 году.

## Статистика
- Валовой внутренний продукт на 2003 год составляет 5 777 907,00 реалов (данные: Бразильский институт географии и статистики).
- Валовой внутренний продукт на душу населения на 2003 год составляет 1947,39 реалов (данные: Бразильский институт географии и статистики).
- Индекс развития человеческого потенциала на 2000 год составляет 0,619 (данные: Программа развития ООН).